# Manu (hinduisme)
 For alternative betydninger, se Manu. (Se også artikler, som begynder med Manu)
Manu (sanskrit: मनु) er en halvgud i hinduismen. Han er søn af guden Brahma, men er som halvgud en dødelig skabning.
Manu overlede syndfloden. Manu blev advaret af guderne om den forestående katastrofe og byggede sig en båd. Som den eneste overlevende fra den gamle verden gav han navn til den nye menneskeslægt.